# Натко Зрнчич-Дим
Натко Зрнчич-Дим (7 березня 1986 , Загреб ) - колишній хорватський гірськолижник, призер чемпіонату світу. Учасник чотирьох зимових Олімпійських ігор. Спеціалізувався на комбінації.

## Спортивна кар'єра
У Кубку світу Зрнчич-Дим дебютував 2004 року, а в лютому 2008-го вперше потрапив до трійки найкращих на етапі Кубка світу, в комбінації. Загалом 5 разів здіймався на п'єдестал пошани етапів Кубка світу, всі в комбінації. Найкраще досягнення в загальному заліку Кубка світу - 38-ме місце в сезоні 2009-2010.
На Олімпіаді-2006 у Турині стартував у чотирьох дисциплінах: комбінації – 33-тє місце, супергіганті – 35-те, гігантському слаломі – 25-те, слаломі – 33-тє.
На Олімпіаді-2010 у Ванкувері, став 33-ім у швидкісному спуску, не фінішував у супергіганті, 20-им у суперкомбінації, 41-им у гігантському слаломі та 19-им у слаломі.
За свою кар'єру взяв участь у семи чемпіонатах світу, виборов бронзову медаль на чемпіонаті світу 2009 у Валь-д'Ізері.
Використовував лижі виробництва фірми Atomic.
2019 року оголосив про завершення активних виступів на змаганнях через неуспішне повернення після травми в листопаді 2016 року. Його останні змагання в Кубку світу відбулись 22 лютого 2019 року в Бансько. Від початку сезону 2019-2020 готував Рею Граскі до участі в зимових Дефлімпійських іграх 2019.

## Результати в Кубку світу
Усі результати наведено за даними Міжнародної федерації лижного спорту.

### Підсумкові місця в Кубку світу за роками
| Сезон | Вік | Загальний залік                          | Слалом                                   | Гігантський слалом                       | Супергігант                              | Швидкісний спуск                         | Гірськолижна комбінація                  |
| ----- | --- | ---------------------------------------- | ---------------------------------------- | ---------------------------------------- | ---------------------------------------- | ---------------------------------------- | ---------------------------------------- |
| 2006  | 19  | 137                                      | —                                        | —                                        | —                                        | —                                        | 44                                       |
| 2007  | 20  | 135                                      | —                                        | —                                        | —                                        | —                                        | 42                                       |
| 2008  | 21  | 58                                       | —                                        | —                                        | —                                        | 46                                       | 8                                        |
| 2009  | 22  | 59                                       | 55                                       | —                                        | —                                        | 45                                       | 9                                        |
| 2010  | 23  | 38                                       | 48                                       | —                                        | 48                                       | 30                                       | 7                                        |
| 2011  | 24  | 71                                       | —                                        | —                                        | —                                        | 46                                       | 9                                        |
| 2012  | 25  | 67                                       | —                                        | —                                        | 57                                       | —                                        | 10                                       |
| 2013  | 26  | травмований 1 грудня 2012                | травмований 1 грудня 2012                | травмований 1 грудня 2012                | травмований 1 грудня 2012                | травмований 1 грудня 2012                | травмований 1 грудня 2012                |
| 2014  | 27  | 75                                       | 52                                       | —                                        | —                                        | —                                        | 5                                        |
| 2015  | 28  | 76                                       | —                                        | —                                        | 52                                       | —                                        | 7                                        |
| 2016  | 29  | 97                                       | —                                        | —                                        | 54                                       | 54                                       | 15                                       |
| 2017  | 30  | травмований на тренуванні у Валь д'Ізері | травмований на тренуванні у Валь д'Ізері | травмований на тренуванні у Валь д'Ізері | травмований на тренуванні у Валь д'Ізері | травмований на тренуванні у Валь д'Ізері | травмований на тренуванні у Валь д'Ізері |

### П'єдестали в окремих заїздах
- 5 п'єдесталів – 5 ГК (4 SC, 1 K)

| Сезон | Дата          | Місце проведення      | Дисципліна              | Місце |
| ----- | ------------- | --------------------- | ----------------------- | ----- |
| 2008  | 3 лютого 2008 | Валь-д'Ізер (Франція) | Суперкомбінація         | 3-тє  |
| 2009  | 25 січня 2009 | Кіцбюель (Австрія)    | Гірськолижна комбінація | 3-тє  |
| 2010  | 4 грудня 2009 | Бівер Крік (США)      | Суперкомбінація         | 3-тє  |
| 2011  | 30 січня 2011 | Шамоні (Франція)      | Суперкомбінація         | 2-ге  |
| 2014  | 17 січня 2014 | Венґен (Швейцарія)    | Суперкомбінація         | 3-тє  |

### Результати за дисципліною
| Дисципліна              | Старти в КС | Топ-30 у КС |
| ----------------------- | ----------- | ----------- |
| Швидкісний спуск        | 75          | 11          |
| Супергігант             | 47          | 5           |
| Гігантський слалом      | 8           | 0           |
| Слалом                  | 48          | 3           |
| Гірськолижна комбінація | 36          | 27          |
| Загалом                 | 214         | 46          |

- станом на 25 листопада 2018

## Результати на чемпіонатах світу
Усі результати наведено за даними Міжнародної федерації лижного спорту.
| Рік  | Вік | Слалом | Гігантський слалом | Супергігант | Швидкісний спуск | Гірськолижна комбінація |
| ---- | --- | ------ | ------------------ | ----------- | ---------------- | ----------------------- |
| 2005 | 18  | 31     | 40                 | —           | —                | —                       |
| 2007 | 20  | —      | 39                 | 40          | 34               | Диск.                   |
| 2009 | 22  | 14     | 27                 | 23          | 19               | 3                       |
| 2011 | 24  | НФ1    | 38                 | 26          | 28               | 8                       |
| 2013 | 26  | —      | —                  | —           | —                | —                       |
| 2015 | 28  | 27     | —                  | 32          | 30               | НФ2                     |
| 2019 | 32  | —      | —                  | 30          | НС               | 39                      |

## Результати на Олімпійських іграх
Усі результати наведено за даними Міжнародної федерації лижного спорту.
| Рік  | Вік | Слалом | Гігантський слалом | Супергігант | Швидкісний спуск | Гірськолижна комбінація |
| ---- | --- | ------ | ------------------ | ----------- | ---------------- | ----------------------- |
| 2006 | 19  | 33     | 25                 | 35          | —                | 33                      |
| 2010 | 23  | 19     | 41                 | НФ          | 33               | 20                      |
| 2014 | 27  | НФ2    | —                  | 19          | 29               | 10                      |
| 2018 | 31  | —      | —                  | 29          | НС               | 19                      |